# Monostearynian gliceryny
Monostearynian gliceryny, monostearynian glicerolu – organiczny związek chemiczny, ester gliceryny i kwasu stearynowego stosowany głównie jako emulgator.
Jest bezbarwną, bezwonną i posiadającą słodkawy smak substancją o właściwościach higroskopijnych. Występuje naturalnie w ciele człowieka, jako półprodukt w trawieniu tłuszczów. Znajduje się także w tłustym jedzeniu.
Stosuje się go jako dodatek do żywności, jako zagęstnik, emulgator, środek przeciwzbrylający oraz konserwant. Znajduje zastosowanie także w przemyśle farmaceutycznym i kosmetycznym. Dodawany jest do bitej śmietany i lodów w celu uzyskania gładkiej struktury.